# Filenide di Samo

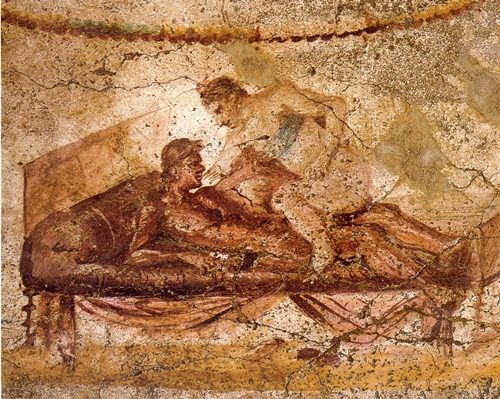
Affresco erotico pompeiano

Filenide (in greco antico: Φιλαινίς?, Philainís; Samo, 350 a.C. circa – ...) è stata una scrittrice greca antica.

## Biografia
Di Filenide sappiamo solo che fosse figlia di Ocimene e Gillide, proveniente da Samo e, forse, un'etera.

## Opere
Filenide era molto nota nell'antichità come autrice di un manuale pornografico Περὶ αφροδισίων (Sui piaceri sessuali), molto noto fin dal III secolo a.C., quando la cita Timeo di Tauromenio, seguito da Crisippo e Clearco, che la additano come esempio di lussuria smodata. Da alcune citazioni del suo nome, comunque, parrebbe che "Filenide" fosse uno pseudonimo per un autore di sesso maschileː un epigramma di Escrione di Samo, infatti, scritto a nome dell'autrice, afferma che il manuale non era stato scritto da lei, ma dal retore ateniese Policrate, e lo stesso concetto di pseudonimia viene espresso in un epigramma di Dioscoride di Alessandria.
Dalle citazioni di questo scritto sappiamo che l’opera prevedeva una parte dedicata ai consigli per gli uomini ed un’altra dedicata alle donne, con un'organizzazione della materia erotica utilizzata dall'Ars amatoria ovidiana; ne resta, in un papiro di Ossirinco, un frammento dall'inizio, che annuncia - come sappiamo da altre fonti - la materia, ossia le posizioni sessuali e l'arte di amare, in uno stile breve e pratico che, nei brevi frammenti pervenuti, concerne le tecniche di seduzione e di bacio.
Dai frammenti papiracei si nota come il "manuale" di Filenide fosse, nello stile, una vera e propria parodia dei testi storiografici e dei trattati scientifici, con un tono giocoso che sarebbe stato imitato anch'esso nella Ars Amatoria di Ovidio. Lo spazio letterario che il manuale di Filenide veniva ad occupare, quindi, non era tanto quello di una letteratura di intrattenimento e di facile consumo, come la maggior parte degli attuali interpreti ha pensato, ma, al contrario, quello filosofico, visto che l’opera si inquadrava proprio come una riscrittura parodica della manualistica filosofica di argomento erotico, il che spiegherebbe le feroci critiche di Crisippo.
La notorietà del manuale di Filenide si spiega con il fatto che  «la raffigurazione esplicita del sesso tramite sezioni disegnate, oltre a costituire il tratto originale di questi manuali, a tal punto da trasformarli in un bene prezioso e raro, oggetto di collezionismo e di un mercato librario fiorente, rendeva questo genere un ibrido singolare, capace di declinare una dimensione didattica ed espositiva del sesso». Ciò ne fece un testo citatissimo come pietra di scandalo, ed addirittura indicato come «monumento all'indecenza».